# 平良大街駅
平良大街駅（へいりょうだいがいえき）は、中華人民共和国江蘇省南京市建鄴区平良大街と江東南路の交差点にある、南京地下鉄S3号線の駅である。

## 駅名
駅名については、事業着手当初は南京地下鉄集団は「黄河路駅」の仮称を用いており、2014年12月31日に「平良大街駅」を駅名として第一次公示され、2015年1月23日に駅名が「平良大街駅」に決定したことが発表された。

## 歴史
- 2017年12月6日S3号線の駅として開業。

## 駅構造
島式ホーム1面2線の地下2層構造の駅である。

### のりば
| 番線 | 路線             | 方面                                  | 行先        |
| ---- | ---------------- | ------------------------------------- | ----------- |
|      | 南京地下鉄S3号線 | 南京南駅・石楊路・東郊小鎮・東流 方面 | 仙林 行き   |
|      | 南京地下鉄S3号線 | 呉侯街・天保・馬騾圩・石磧河 方面     | 西梁山 行き |

## 駅周辺
- 南京河西城市生態公園

## 隣の駅
南京地下鉄
■S3号線
永初路駅- 平良大街駅 - 呉侯街駅
河西有軌
呉侯街駅- 平良大街駅 - 友誼街駅